# Повстання в Абхазії (1866)
Повстання в Ліхні («Дивне» повстання) — повстання абхазів з метою реставрації князівської влади в Абхазії.

## Передумови
У 1864 р. закінчилася Кавказька війна і як її наслідок було ліквідоване Абхазьке князівство, володарський князь Абхазії Михайло Шерваидзе (Хамудбей) був звинувачений у туркофільстві, а також у допомозі абхазам і черкесам, що боролися проти царату. Володар був засланий у Воронеж, де й помер 1866 р.
Із запровадженням управління Кавказької адміністрації постало питання проведення в Абхазії селянської реформи, аналогічної до того, що була проведена в Росії в 1861 р. Було сформовано кілька спеціальних комісій у округах Абхазії, метою яких було вивчення станових взаємин у Абхазії, щоб провести реформи. Бзипская комісія, очолювана полковником Коньяром, у селі Калдахвара мала сутичку з князями Інал-Іпа, що панують у селі, за словами перекладача Георгія Ткецишвілі: «У цій розмові чиновник Черепов вживав, крім загальних образливих висловів, і. Іналіпових». Надалі подібні конфлікти виникали в кожній громаді, через що полковник Коньяр вирушив пароплавом до Сухума і наказав дворянину Титу Маан зібрати бзипських жителів у селищі Лихни.
На зборах у Лихни говорили виборні оратори з народу, яким царські чиновники відповідали через перекладачів. Абхазька сторона посилається на грубості, які дозволяли собі полковник Коньяр і чиновник Ізмайлов, внаслідок чого 18-річний ешерський князь Надаада Дзяпш-Іпа дістав пістолет і зробив постріли у бік царських чиновників, тим самим ознаменувавши початок повстання. За словами допитуваних, після придушення повстання, очевидців, молодий князь вимовив таке: "Для тих, хто дав клятву, час її виконати «.
Про те, що повстання було заздалегідь сплановано, а те, що відбулося на зборах у Ліхні, було лише приводом, говорять багато фактів. Цебельдинський князь Коншоко Маршан розповідав (після придушення повстання): „Після похорону володаря в Моква і від'їзді звідти Георгія, дворянин Омар Хусейн Лакерба пропонував спочатку кн. Георгію, та був кн. Олександру помститися росіянам за смерть володаря. Вони з радістю прийняли пропозицію, у виконанні якої взяли участь вихователі власника із роду Гумба. У змову цей увійшли багато князів і дворян, але старий Соулах Маан, якого схиляли взяти участь у змові, відкинув цю пропозицію. Після того Омар Лакерба, побоюючись відкриття змови Соулахом Маан, поїхав до Туреччини“. За рік до цих подій, у вересні 1865 року, в селі Хуап зібралися дворяни Маан, з яких був обраний гінцем до Константинополя Камлат Маан, близький родич лідера убихів Керантуха Берзек. З початком повстання 1 серпня 1866 р. генконсул Російської імперії в Трабзоні Мошнін Олександр Миколайович доповідав в Імператорську дипломатичну місію в Константинополі: „Причини повстання невідомі, але багато хто приписує це підступам відомого Хасана Маан, який був як знаряддя іноземної інтриги, тим більше що серед тих, хто збунтувався, знаходиться його син. Наскільки мені говорили особи довірені, Хасан Маан тижнів три тому виїхав секретно на французькому пароплаві в Батум, де як Вашому Превосходительству відомо поселені переселенці, що вийшли з Абхазії. На цьому пароплаві випадково чи ні знаходився так само відомий Вам Ребуль. Вчора одна особа дуже близька до м. Ребулю запевняла мене в розмові, що все це французька інтрига і тільки звістка про повстання була привезена сюди Французьким пароплавом, що прийшов 29 числа з Поті, як шефер, Французький консул вирушив до паші і мав з ним особисте нарада у цій справі“.
Проте в абхазькій історіографії основною точкою зору прийнято вважати те, що причиною повстання послужило непорозуміння між чиновниками царської адміністрації і зібралися на площі в селі Лихни.

## Хід повстання
Після початку перестрілки, що розгорілася між повсталими абхазами і сотнею козаків, що прибули разом із чиновниками, полковник Коньяр із групою осіб утік до Власницького палацу у селищі Лихни. За словами перекладача Георгія Ткецішвілі, кн. Георгій намагався заспокоїти абхазів, на що йому відповіли: „Що ти, дурний, невдоволений тим, що ми робимо поминку твоєму батькові?“. Розібравшись із козацькою сотнею, абхази кинулися на палац і почали робити в нього постріли, внаслідок чого дворяни Камлат Маан та Шмаф Магба оголосили народу, що вбито Георгія, через що на деякий час стрілянина припинилася. У цей самий момент у перестрілці з залишками козаків був убитий дворянин Алхас Маан, племінник Каца Маан, через що бунтарі увірвалися до палацу і вбили чиновників Черепова, Ізмайлова, Суриновича, Єрмолова, а також полковника Коньяра.
Після того, що сталося в Лихні кн. Георгія відвезли в селище Дуріпш до дворян Лакрба, по дорозі в Дуріпш Камлат Маан просив князя Георгія вирушити до Туреччини. Наступного дня перед будинком Джагви Лакрба зібралися всі князі та дворяни і оголосили князю Георгію: „Ти тепер наш володар, куди ти підеш, туди і ми, де ти пропадеш, там і ми“ . Того ж вечора Георгій наказав усім загонам йти на Сухум і 28 липня перші партії абхазів атакували Сухум, де зробили „підпали, грабежі та вбивства“. 29 липня Георгій прибув на галявину Баалоу поблизу Сухума, де був зустрінутий народом як новий власник Абхазького князівства. » Його оточив народ, обраний останньою порадою з чотирьох осіб, тут стали співати йому пісню, в якій вихвалялися діячі лихнінської катастрофи, і коли заспівали куплети «коли в тобі, кн. Георгію, було чотири чверті, то росіяни вбили твого батька, тепер же, коли ти досяг п'яти чвертей, тобі вдалося помститися росіянам за твого батька». На Баловій галявині Георгій вручив традиційні для походів абхазів князівське та селянські прапори для наступного наступу на Сухум і склав план атаки.
30-го липня абхази пішли на Сухум, Святополк-Мирський повідомляє про це вел-кн. Михайлу: «Перестрілка триває з 3 години пополудні 27 по теперішній час … поповнення прибуло; ворог із міста витіснено, військові пароплави багато допомогли обстрілюванням берега; очікується новий напад із посиленим підкріпленням». Незабаром після того, як атака була відбита, прибула 39-а піхотна дивізія, яка приступила до підкорення Абхазії. Князь Георгій здався росіянам, в наступні дні було спалено багато сіл Бзипського округу і розбиті абхазькі загони, що залишилися. 17 серпня було спалено село Ліхні та роззброєно все місцеве населення, а 1 вересня повстання було остаточно придушене.

## Наслідки
Після закінчення повстання пішли репресивні заходи, багато учасників повстання, зокрема князь Георгій, було вислано з Абхазії. Особливо затятих призвідників, серед яких були дворяни Маан, показово розстріляли на Лихненській площі. Абхазьке населення було повністю роззброєне, під загрозою висилки була повна заборона на носіння вогнепальної зброї. 26 січня Кавказьке намісництво виявило бажання виселити до чотирьох тисяч абхазьких сімейств до Туреччини і просило на те згоди уряду Османа. У березні 1867 р. почалося виселення абхазів, всього було виселено близько 15 тисяч абхазів.